# Château de la Villehelleuc
Le château de la Villehelleuc est un édifice situé à Hénanbihen, en France.

## Situation
Le château est situé sur le territoire de la commune de Hénanbihen, au lieu-dit Villehelleuc, dans le département des Côtes-d'Armor, en région Bretagne.

## Description
Le château est construit selon un plan rectangulaire à cinq travées, la travée centrale étant marquée par une légère saillie.

## Historique
Le château est attesté depuis le XIVe siècle, il est détruit à la Révolution et reconstruit au XIXe siècle.
IL est inscrit à l'inventaire général du patrimoine culturel.